# Alliance pour les chiffres de la presse et des médias
Alliance pour les chiffres de la presse et des médias (ACPM)ⓘ, pol. Sojusz na rzecz danych prasowych i medialnych – francuskie stowarzyszenie wydawców prasy.

## Charakterystyka
Jest organizacją non-profit, która certyfikuje obieg prasy we Francji w celu dostarczania danych o ich nakładzie, sprzedaży i zasięgach wśród odbiorców. Dane ACPM są we Francji podstawowym źródłem informacji dla domów mediowych reprezentujących reklamodawców. Ceryfikacji ACPM w maju 2022 roku podlegało 654 tytułów, w tym wysokonakładowe jak Paris Match, Le Monde, Le Figaro czy Les Échos. Oprócz bezpłatnie udostępnianych danych, stowarzyszenie udostępnia zasoby w serwisie płatnym, w tym historie efektywności prasy od 1990 roku. W ostatnich latach stowarzyszenie ACPM publikuje również badania słuchalności radia (m.in. Kantara i Médiamétrie) i podkastów oraz efektywności reklamy w internecie.